# دان جايسون
دان جايسون هو عالم بيئة كندي، ولد في 22 يوليو 1946 في مونتريال في كندا.